# Uroxys thoracalis
Uroxys thoracalis là một loài bọ cánh cứng trong họ Bọ hung (Scarabaeidae).